# Torre de Santibáñez
La torre defensiva de Santibáñez de Béjar se encuentra a las afueras del municipio, aislada junto a una encina, y a unos 3 minutos del centro urbano. Perteneció al marqués de fuente del sol, quién ordenó su construcción en el siglo XII. Su función fue de señales fronterizas y de torre defensiva (desde ella se domina el pueblo y sus alrededores), en el que al menos desde el siglo XV, época de conflictos entre el Reino de Castilla y el Reino de León al que pertenecía. Se dice que fue plaza importante en la guerra entre los partidarios de Isabel la Católica y de Juana la Beltraneja por el trono de Castilla. La torre de Santibáñez pertenecía a los partidarios de Isabel la Católica y está construida en la línea defensiva que incluía también la atalaya del municipio de Guijo de Ávila que estaba en manos de partidarios de Juana la Beltraneja. Al terminar la guerra con la victoria de Isabel se decretó que la torre del Guijo de Ávila debía derruirse y por el contrario salvando la de Santibáñez. Está construida con mampuesto de granito, la cual tuvo tres plantas: la primera dedicada a las caballerizas, la segunda para la guardia (con muros artilleros) y la tercera dedicada a la vivienda. La puerta es de arco apuntado sin clave y los muros representan saeteras a diferentes alturas. El remate ha desaparecido, aunque pudo ser almenado. Actualmente se encuentra en el interior en estado ruinoso y totalmente hueco, aunque el ayuntamiento del municipio está pensando en reconstruirlo para salvarlo del derrumbe. Antiguamente se encontraban dos torres de defensa, aunque una de ellas se derrumbó por el mal estado y por la mala meteorología, pero ocurrió hace muchos años. Muestra de ello es el escudo municipal de Santibáñez de Béjar, en el cual en su parte superior está formado por dos torres, una la actual y la otra que se derrumbó. Es Patrimonio Histórico Español desde el 22 de abril de 1949 y Patrimonio Cultural Europeo desde el 16 de noviembre de 2011.
- Datos: Q6150488
- Multimedia: Tower of Santibañez de Béjar / Q6150488